# LWRC SMG-45衝鋒槍
SMG-45是一款由美國LWRC國際（簡稱LWRCI）設計並生產，基於AR-15的衝鋒槍，使用.45 ACP口徑。

## 歷史
SMG-45於2015年SHOT Show首次展出，在多次展出後在2019年正式在商業市場發售。

## 設計
SMG-45採用了延遲反衝作用及後座作用運作，槍管與槍機類似於手槍般，在槍機後退的同時槍管亦會稍微後退。
SMG-45的下機匣採用了LWRCI所熟悉，並應用在其SIX8、IC等槍械的自家AR-15雙邊操作系統，因此可使用AR-15的扳機，並因使用UMP彈匣供彈而改用槓桿式彈匣釋放桿。
SMG-45的槍機拉柄為非往復式設計，位於護木上方並可輕易拆除更換方向。
槍托採用可摺疊設計，並在2016年的樣版型中加入了可調四段長度的槍托，LWRCI亦指UMP槍托可在稍作改造的情況下裝上SMG-45使用。
SMG-45的槍管為冷鍛8.5英吋槍管，採用1:16纏距及.578×28螺紋，以便安裝現有的.40/45口徑槍口配件，但因SMG-45的運作方式，LWRCI建議使用帶槍口助退器的抑制器。由於僅得8.5英吋槍管可供選擇，因此LWRCI為民用版SMG-45裝上SB Tactical的撐臂器，並以手槍形式銷售，但受加利福尼亞州法例影響，所有構型的SMG-45皆無法在加利福尼亞州銷售。
SMG-45的頂部設有MIL-STD-1913導軌，而三、六、九點鐘方向則設有LWRCI自家模組化導軌。LWRCI表示由於改用M-LOK需重新設計整個上機匣以符合M-LOK的規格，所以從設計到推出一直使用LWRCI模組化導軌。
由於SMG-45起初為合同下的產物，因此目前SMG-45僅有.45 ACP口徑供選擇。但因為9公釐、.40以及.45口徑的UMP彈匣皆可使用同一彈匣井，所以LWRCI表示未來可能會推出口徑轉換套件。

## 精確度問題
2020年7月，SMG-45在Garand Thumb的YouTube介紹影片中被指有著嚴重的精確度問題。
影片中提到部分SMG-45會偶爾出現命中偏差的現像，而在Garand Thumb親自作出的測試中，SMG-45則在17碼距離會偶爾命中瞄準點上方3至8英寸的地方，即SMG-45可能發生高達41 MOA的偏差。因此Garand Thumb表明目前不會推薦把SMG-45用於任何用途，並且會把他所擁有的SMG-45送回LWRCI嘗試解決此問題。

## 流行文化

### 電子遊戲
- 2015年—《戰地之王》：命名為「LWRC SMG-45」，型號為2015年樣槍。
- 2016年—《戰爭前線》：命名為「LWRC SMG-45」，型號為2016年樣槍。
- 2016年—《重製版》：命名為「Fang 45」，類似SMG-45及POF PSG的混合版。
- 2018年—《精準射擊》：命名為「LWRC 45」，型號為2015年樣槍。
- 2018年—：命名為「GKS」，基於現代戰爭重製版的Fang 45，並再加入MPX的設計元素。
- 2019年—：命名為「GKS」，基於現代戰爭重製版的Fang 45，並再加入MPX的設計元素。
- 2019年—：第二季新增武器，命名為「Striker 45」，改用類似UMP的射擊選擇桿，並擁有較短的槍管，標配撐臂器而非槍托，可使用各類配件進行改裝。而其「Undertaker」型則為UMP45。
- 2021年—：命名為「PBX-45」，可使用各類配件進行改裝。
- 2023年—《決勝時刻：現代戰爭III 2023》：命名為“Striker 9”，改膛為9×19毫米口徑。
- 2024年—《三角洲行动》：命名為「SMG45」。

## 資料來源
1. 1 2  . www.lwrci.com.   [2020-02-26]. （原始内容存档于2021-01-29）.
2. ↑  , 2020-01-29  [2020-02-26], （原始内容存档于2020-11-30） （美国英语）
3. ↑  . The Firearm Blog. 2019-04-26  [2020-02-26]. （原始内容存档于2020-09-25） （美国英语）.
4. ↑  . Guns.com. 2019-07-11  [2020-02-26]. （原始内容存档于2020-11-26） （美国英语）.
5. ↑  . www.youtube.com.   [2020-07-28]. （原始内容存档于2020-12-18）.